# Turbinicarpus alonsoi
Turbinicarpus alonsoi Glass & S.Arias es una especie fanerógama perteneciente a la familia Cactaceae. 

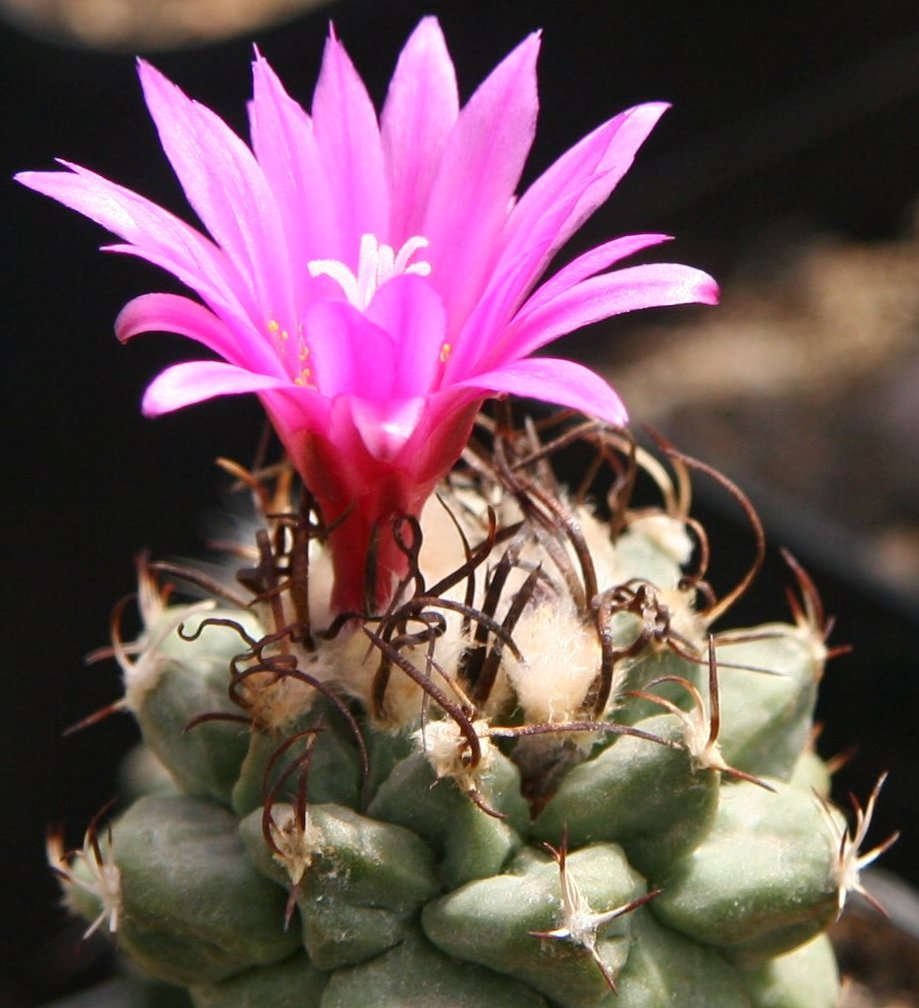
Vista de la planta

## Distribución
Es endémica de Guanajuato en México. Su hábitat natural son los áridos desiertos.  Es una especie  rara poco usual en colecciones.

## Descripción
Es una planta perenne carnosa y globosa armada de espinas, de color verde y con las flores de color roja y púrpura. 
Es una planta solitaria, esférica, llegando a 6-9 cm de diámetro. El tallo está en su mayoría bajo tierra, puede alcanzar un tamaño de 9-10 cm con costillas espirales divididas por colinas, color gris verdoso. Las areolas con el pelo marrón, después el pelo se vuelve gris, con 3-5 espinas, de 20 mm de largo, aplanadas, gris con punta oscura. Flores de un color rojo cereza a color rosado-morado, con una franja de color brillante central,  pétalos dentados.  El fruto puede contener hasta aproximadamente 100 semillas.

## Taxonomía
Turbinicarpus alonsoi fue descrita por Glass & S.Arias y publicado por primera vez en Kakteen und andere Sukkulenten 47(2): 26. 1996.
Etimología
Turbinicarpus: nombre genérico que deriva del latín "turbo" = "vértebras" y del griego "καρπός" (karpos) = "fruta", donde se refiere a la forma de la fruta.
alonsoi: epíteto otorgado en honor del explorador mexicano Alonso Garcia Luna.
Sinonimia
- Pediocactus alonsoi[5]